# Ouragan Larry (2021)
Pour les articles homonymes, voir Cyclone tropical Larry.
L’ouragan Larry est la douzième tempête nommée, le cinquième ouragan et le troisième ouragan majeur de la saison cyclonique 2021 dans l'océan Atlantique nord. Il est né d'une onde tropicale sortant de la côte africaine le 27 août et qui s'est transformée en une dépression tropicale le 31 août bien au sud des îles du Cap-Vert. Se dirigeant vers l'est, le système est devenu une tempête tropicale le lendemain puis un ouragan de catégorie 1 le 2 septembre. Courbant ensuite vers le nord-ouest, il a atteint son intensité maximale de catégorie 3 la nuit du 3 au 4 septembre. Il s'est maintenu à ce niveau jusqu'à tôt 8 septembre alors qu'il retombait à la catégorie 2. Larry est passée à environ 270 km à l'est des Bermudes le 9 à la catégorie 1, puis courbant vers le nord-est, Larry s'est dirigé vers l'est de Terre-Neuve. Passant sur le sud-est de l'île vers minuit locale le 11 septembre, toujours à la catégorie 1, il s'est ensuite rapidement dirigé vers le Groenland et fut absorbé par une dépression venant de la mer du Labrador le même jour.
L'ouragan a causé une forte houle cyclonique aux Bermudes et sur la côte est de l'Amérique du nord. On a rapporté deux noyés aux États-Unis dans le courant d'arrachement causé par la houle. À Terre-Neuve, Larry a donné des rafales jusqu'à 182 km/h, causant des pannes électriques et des dégâts à plusieurs structures. L'ex-Larry a causé un blizzard au Groenland avec les vents de plus de 100 km/h soulevant la forte neige en poudrerie.

## Évolution météorologique

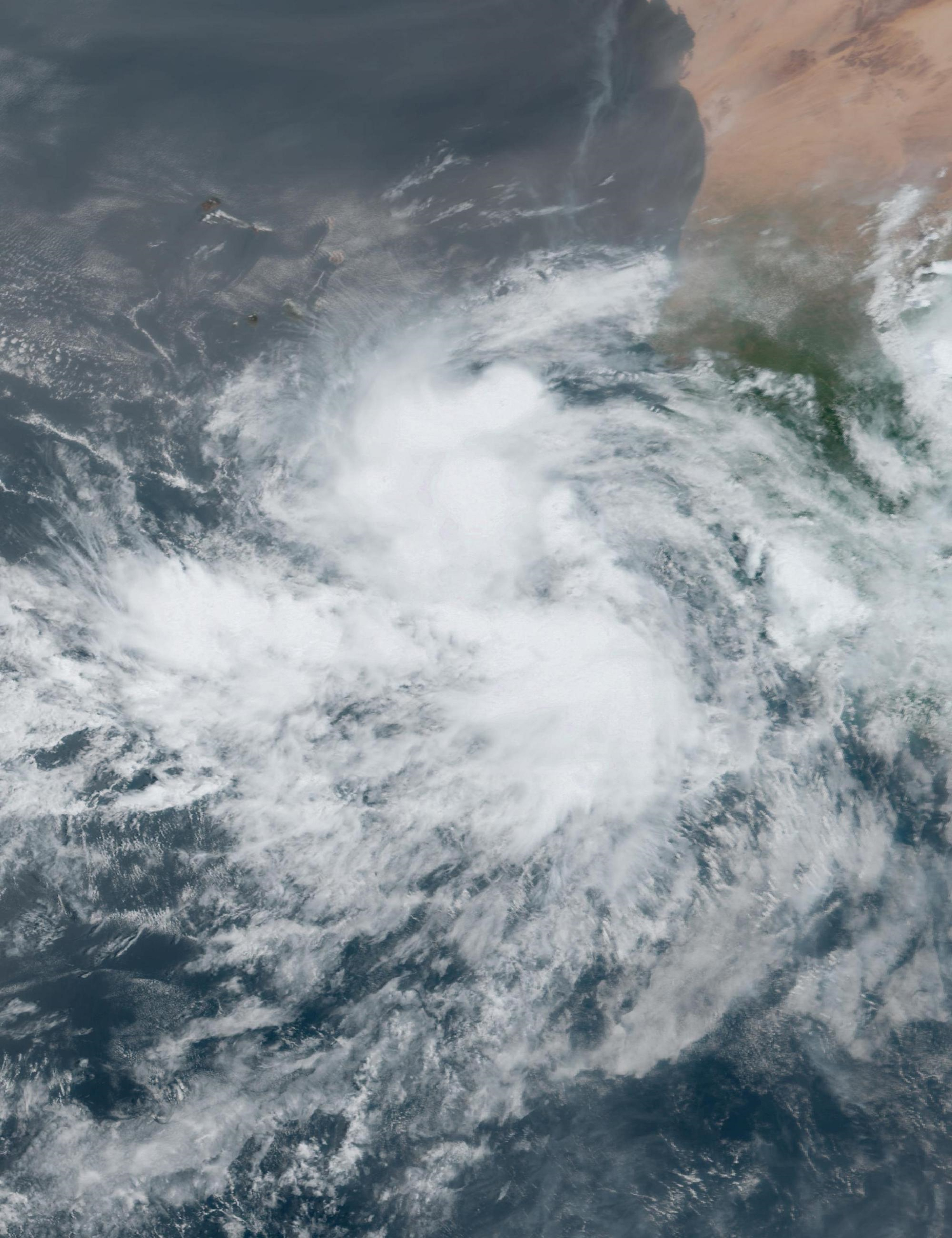
L'onde tropicale le 31 août.

Le 27 août, le NHC a commencé à surveiller une onde tropicale qui devait quitter la côte africaine. Les conditions se sont avérées propices au développement et à 21 h UTC le 31 août, le système est devenu la dépression tropicale Douze à environ 550 km au sud des îles du Cap-Vert. À 9 h UTC le lendemain, le NHC a rehaussé le système à tempête tropicale Larry. À 9 h UTC le 2 septembre, Il est devenu un ouragan de catégorie 1 à 875 km à l'ouest-sud-ouest de l'archipel.
À 21 h UTC le 3 septembre, le NHC a rehaussé Larry à la catégorie 2 alors qu'il était à 1 890 km à l'ouest des îles du Cap-Vert. Au cours de la nuit suivante, il est passé à la catégorie 3 et est devenu un ouragan majeur. Se déplaçant lentement vers le nord-ouest, Larry a développé un œil de 60 milles marins (111 km) de diamètre avec des méso-vortex multiples les jours suivants, montrant qu'il est très intense. À 15 h UTC le 7 septembre, le service météorologique des Bermudes a envoyé une veille de vents de tempête tropicale alors que l'ouragan était à 1 255 km au sud-est de l'archipel. En même temps, le NHC prévenait que la houle cyclonique atteindrait les Antilles et la côte est des États-Unis, provoquant un courant d'arrachement.
Le matin du 8 septembre, les Bermudes sont passées en alerte cyclonique alors que Larry faiblissait graduellement, en partie à cause de la remontée d'eau froide produite par le brassement de la mer dû à son déplacement lent. Il est passé à la catégorie 2 à 15 h UTC mais ses vents de force de tempête s'étendaient jusqu'à 295 km de son centre. L'ouragan a ensuite dévié vers le nord et est tombé à la catégorie 1 le matin du 9 septembre, passant à l'est des Bermudes. À 18 h UTC, le centre de Larry s'en est approché à environ 270 km mais ses nuages et bandes externes de pluie ont touché l'archipel.
Sa trajectoire prévue devant tourner ensuite vers le nord-est tout en accélérant à cause de l'approche d'une onde courte météorologique, l'extrême sud-est de Terre-Neuve fut mis en veille d'ouragan dès le 9 au matin (péninsule d'Avalon) ou de tempête tropicale (péninsules de Burin et de Bonavista). À 21 h UTC, les veilles furent rehaussées à des avertissements.

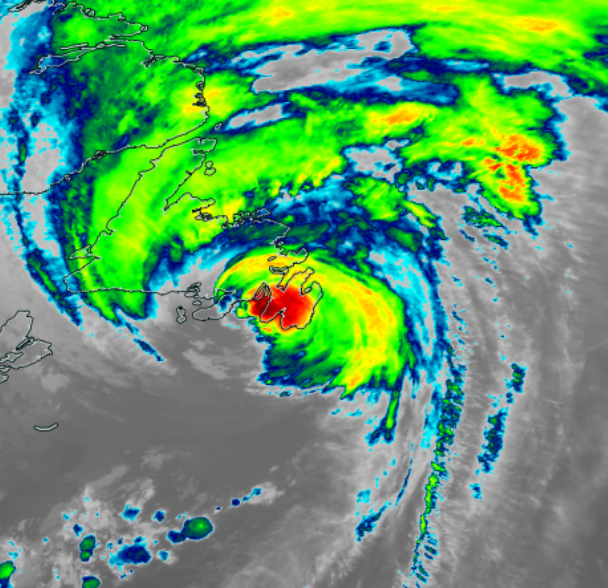
Larry passant sur de Terre-Neuve le 11 septembre.

Le matin du 10 septembre, Larry était rendu à mi-chemin entre les Bermudes et Cap Race (Terre-Neuve) et se déplaçait à 43 km/h vers le nord-nord-est. La zone en avertissement fut élargie pour englober un peu plus de régions du sud-est de Terre-Neuve à cause du large diamètre de l'ouragan et d'une trajectoire prévue un peu plus à l'ouest qu'antérieurement. L'ouragan est passé bien au sud de l'île de Sable (Nouvelle-Écosse) en après midi et a commencé à se déplacer sur des eaux plus froides au nord du Gulf Stream. Les vents soutenus étaient toujours de 130 km/h en soirée et la pluie débutait sur Terre-Neuve.
À 3 h UTC le 11, le centre de Larry est entré dans la baie de Plaisance entre les péninsules de Burin et d'Avalon. À 3 h 45 UTC, l'ouragan a touché la côte près de South East Bight sur la péninsule de Burin avec une pression centrale de 960 hPa et des vents soutenus de 130 km/h. À 6 h UTC, Larry était déjà ressorti au large la péninsule de Bonavista dans l'Atlantique sans perte d'intensité en se déplaçant à 75 km/h vers le Groenland. À 15 h UTC, le NHC l'a reclassifié comme cyclone post-tropical à 880 km au nord-nord-est de Cap Race.
Dans les 24 heures suivantes, cette dépression s'est fusionnée avec une autre venant de la mer du Labrador. L'ensemble est passée au sud du Groenland, puis sur l'Islande avant de se dissiper le 15 septembre.

## Impact

### Bermudes

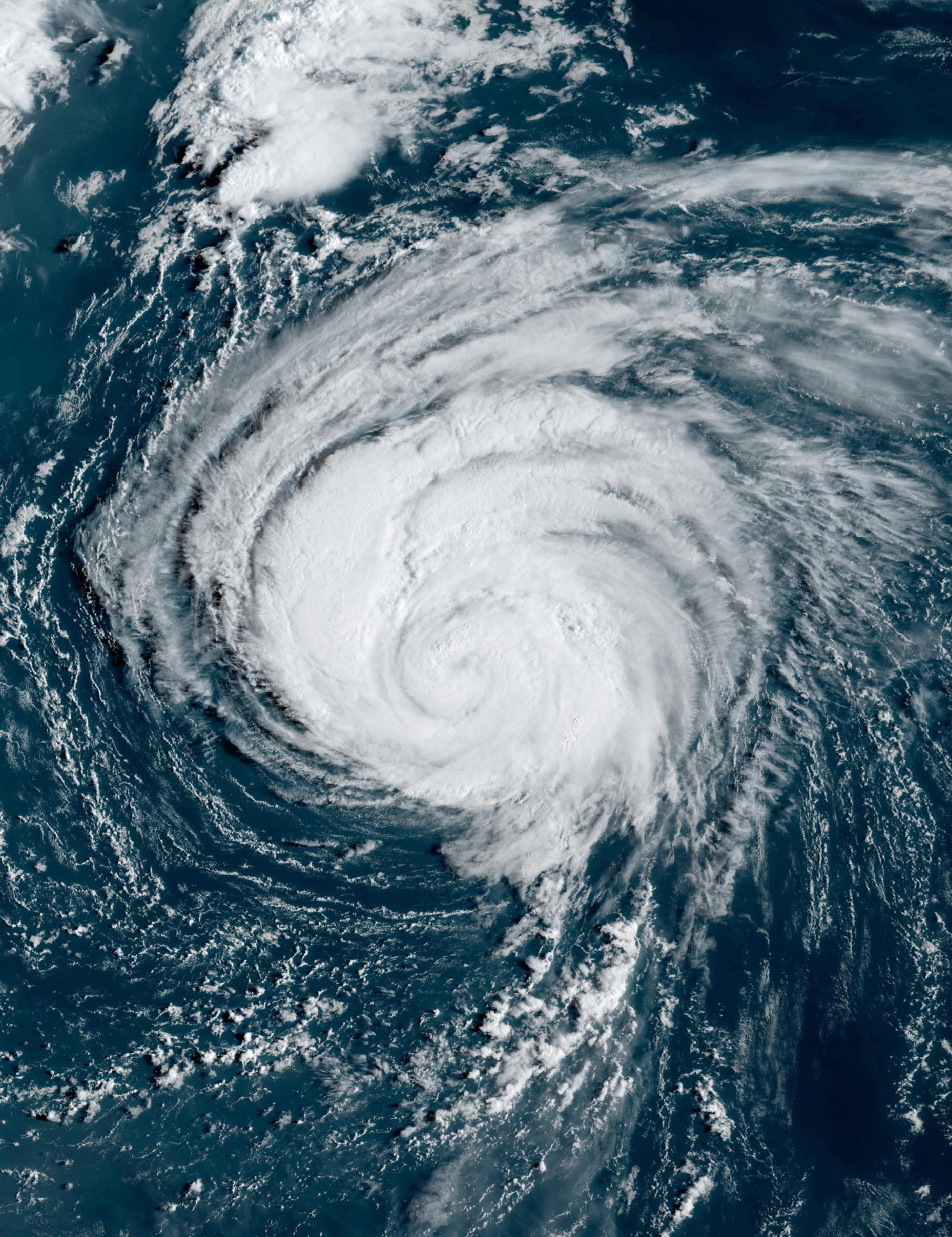
Larry passant à l'est des Bermudes.

L'archipel a enregistré des vents soutenus de 50 à 70 km/h avec des rafales jusqu'à 85 km/h et quelques précipitations. Cependant, l'impact principal fut la forte houle cyclonique qui a touché les côtes, les vagues atteignant plus de 6 m au large,. Dans le passage de Ferry Reach, entre les îles Saint-George et Saint-David, la surcote a atteint 20 cm.
Certains hôtels ont fermé leurs activités extérieures, comme les piscines et les terrasses, et le département des parcs a suspendu le service de sauveteurs sur les plages en raison des conditions de la mer.

### Terre-Neuve
À Saint-Jean de Terre-Neuve, les autorités ont demandé le 10 septembre aux résidents de prévoir suffisamment de vivres, d’eau et de médicaments en vue des pannes d'électricité et autres dégâts que pourraient occasionner le passage de Larry. On demandait aussi de couper les branches et les arbres morts, pour éviter leur chute, et aux candidats des élections municipales et fédérales de retirer leurs pancartes. La population en général et les étudiants au campus de l'Université Memorial de Terre-Neuve ont été invités à rester chez eux, se rappelant l'impact dévastateur du passage de l'ouragan Igor en 2010.
L'aéroport international de Saint-Jean de Terre-Neuve a enregistré des vents soutenues de 96 km/h et une rafale de 145 km/h juste après 5 h 30 UTC alors que le phare du cap St. Mary's a signalé une rafale de pointe de 182 km/h avant de cesser de transmettre,. Les vagues atteignaient des hauteurs de 3,6 mètres à Argentia et le marégraphe a montré un niveau d'eau maximal d'environ 150 centimètres plus haut que la normale,,. Il est tombé de 25 à 35 mm en très peu de temps sur le sud-est de Terre-Neuve,.
Plus de 60 000 clients furent privés d'électricité, principalement sur la péninsule d'Avalon. Les réseaux sociaux montraient des dommages aux structures dont une partie du toit de l'école primaire Mary Queen of Peace de Saint-Jean et la tente de spectacle près du lac Quidi Vidi, en place pour le festival de concerts Iceberg Alley, qui a subi des dommages importants. Le maire Danny Breen a confirmé que l'ouragan avait causé une quantité importante de dégâts autour de la ville. Le ministère des Transports et de l'Infrastructure de Terre-Neuve-et-Labrador a demandé aux automobilistes d'éviter le secteur de la route 90 dans le sud de la péninsule d'Avalon car un tronçon a été endommagé. De nombreuses activités dans la zone affectée et certains vols à l'aéroport de Saint-Jean ont été annulés ou reportés.
L'onde de tempête a coïncidé avec la marée haute, exacerbant les inondations côtières. À Lord's Cove, près de Saint-Pierre-et-Miquelon, plusieurs dommages ont été causés aux infrastructures dont le quai a subi des dommages importants, le mur pour empêcher la mer d’entrer dans la zone côtière qui a été emporté et la chaussée qui a été soulevée.

### Saint-Pierre-et-Miquelon
L'archipel français de Saint-Pierre-et-Miquelon a été mis en vigilance Jaune avant l'arrivée de Larry pour des vents de 40 nœuds (74 km/h) avec rafales jusqu'à 65 nœuds (120 km/h), des accumulations de 25 à 30 mm en quatre à cinq heures seulement et des vagues allant de 8 à 14 mètres durant la nuit du 10 au 11 septembre.
Le passage rapide de Larry a été marqué par d'intenses précipitations de courte durée, donnant 20 mm d'accumulation, et des rafales allant jusqu'à 62 nœuds (115 km/h) selon Météo-France. Peu d'impacts ont été rapportés sur l'archipel mais au large les vagues ont atteint 7 à 9 mètres en moyenne et jusqu'à 17 mètres au plus fort de la tempête.

### Groenland
Au Groenland, les prévisions d'accumulation de neige pour l'ex-Larry, une des rares tempêtes provenant des restes d'un cyclone tropical à passer si loin au nord, étaient jusqu'à 120 cm. Cependant, le long de la côte certains endroits virent des précipitations équivalentes en millimètres de pluie. Le 12 septembre, des rafales de 160 km/h furent rapportés à l'aéroport de Kulusuk, près de la côte sud-est de l'île. À Tasiilaq, la plus grande ville de la région, les vents soutenus ont atteint 89 km/h et des rafales de plus de 145 km/h. Les vents furent particulièrement violents à cause de la configuration de la côte où on retrouve une falaise abrupte qui canalise et accélère les vents du nord-est. Le vent et la neige ont causé du blizzard à Summit Camp, une station météorologique située sur l'inlandis à plus de 3 200 m au-dessus du niveau de la mer.

### Ailleurs
À Cap Canaveral en Floride, un homme de 69 ans s'est noyé emporté par le courant d'arrachement causé par la houle cyclonique provenant de Larry. Le 8 septembre, un homme de 68 ans s'est noyé dans des circonstances similaires au large d'une plage de Caroline du Sud.